# Leon Piccard

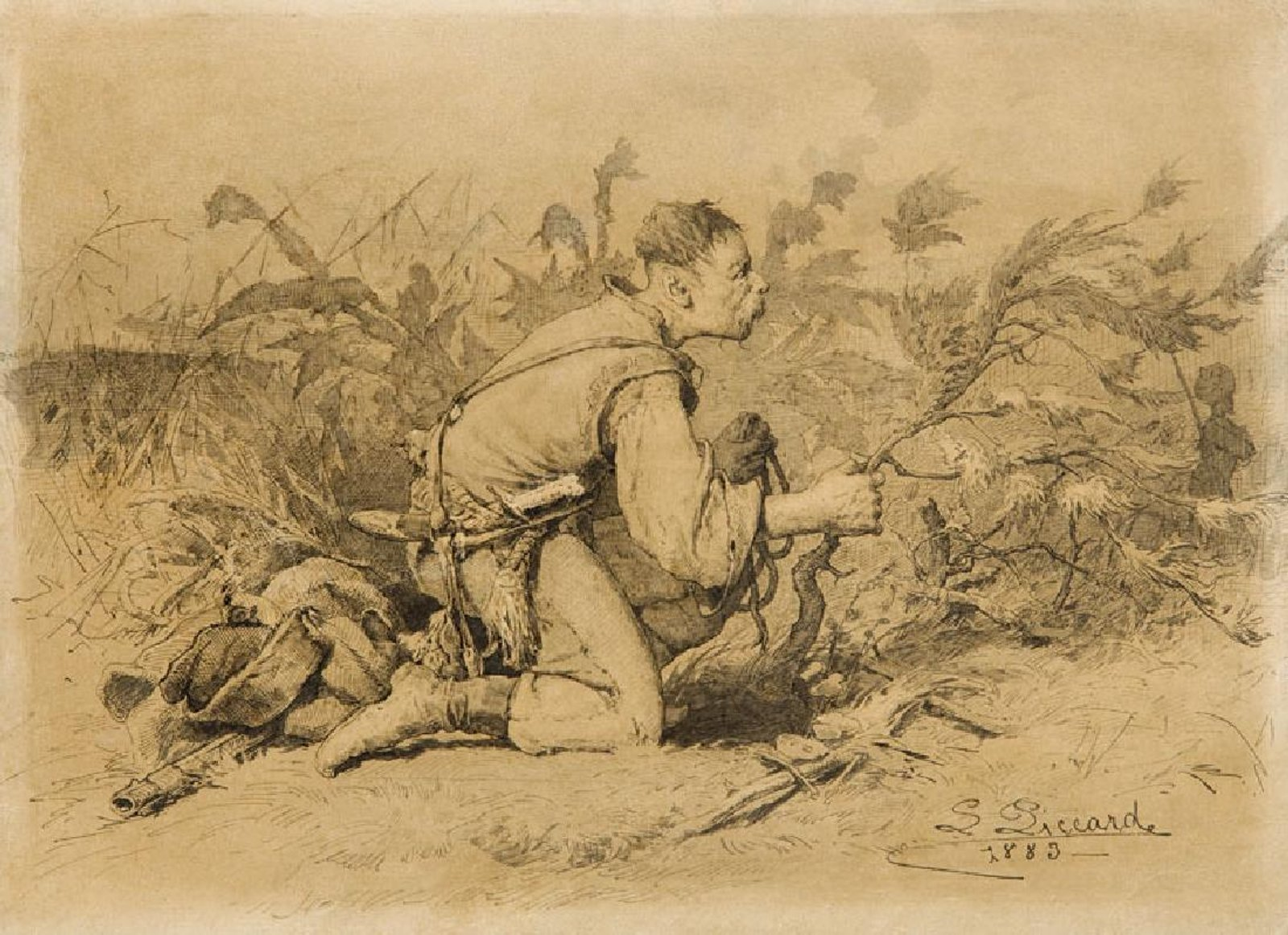
Kozak (1883)

Leon Piccard (ur. 1843 w Niemirowie, zm. 1917 w Krakowie) – polski malarz.

## Życiorys
Młodość spędził w Oleszycach koło Lubaczowa. Studiował na Akademii Sztuk Pięknych w Krakowie pod kierunkiem Władysława Łuszczkiewicza i Feliksa Szynalewskiego oraz od 4 maja 1867 na Akademii Sztuk Pięknych w Monachium i od 1868 na Akademii Sztuk Pięknych w Wiedniu. Był również uczniem Jana Matejki. Po ukończeniu studiów zajął się głównie malarstwem historycznym i monumentalnym. Malował też sceny z powstań XIX  wieku. 
Wspólnie z Witoldem Pruszkowskim wykonał malowidła ścienne według kartonów Władysława Łuszczkiewicza w Kościele Narodzenia Pańskiego i św. Bartłomieja Apostoła w Krakowie-Mogile.
Wystawiał swoje obrazy w Towarzystwie Przyjaciół Sztuk Pięknych w Krakowie oraz Towarzystwie Zachęty Sztuk Pięknych w Warszawie. 